# Mittleres Maintal
Als Mittleres Maintal wird die naturräumliche Haupteinheit 133 innerhalb der Haupteinheitengruppe Mainfränkische Platten (Haupteinheitengruppe 13) bezeichnet.

## Lage
Es handelt sich um einen Abschnitt des Maintals zwischen Wipfeld (südlich Schweinfurt) und Karlstadt-Gambach, in dem der Main 100–120 m in die Kalksteine des Muschelkalks eingeschnitten ist. Das Mittlere Maintal umfasst den größten Teil des Maindreiecks und umschließt die Wern-Lauer-Platten und die Gäuplatten im Maindreieck.

## Landschaftsmerkmale
Die Talhänge sind über den Verlauf des Mittleren Maintals je nach geologischer und morphologischer Ausprägung oft auf beiden, meist aber zumindest auf einer Seite steil und schroff. Die durch Mäandrieren geschaffene Talsohle des für Kalksteinlandschaften typischen (teils halboffenen) Kastentals ist mindestens 1 km breit. Damit steht die Talform im Kontrast zum weit ausgeräumten Schweinfurter Becken im Keupergestein oberhalb und dem eher kerbtalförmigen Einschnitt in die Gesteine des Buntsandsteins des Spessarts unterhalb. An den günstig exponierten Hängen, die nicht besiedelt sind, wird nahezu flächendeckend Weinbau betrieben.

## Naturräumliche Gliederung
Das Mittlere Maintal gliedert sich naturräumlich wie folgt:
- (zu 13 Mainfränkische Platten)
  - 133 Mittleres Maintal
    - 133.0 (ohne Namen)
      - 133.00 Karlstädter Maintal
      - 133.01 Zellingen-Thüngersheimer Talweitung
      - 133.02 Maintal bei Veitshöchheim
      - 133.03 Würzburger Talkessel
      - 133.04 Würzburg-Ochsenfurter Maintal
      - 133.05 Kitzinger Maintal
      - 133.06 Schwarzacher Talweitung
      - 133.07 Volkacher Mainschleife
      - 133.08 Obereisenheim-Wipfelder Maintal